# Johann Friedrich von Brandt
Johann Friedrich von Brandt (ur. 25 maja 1802 w Jüterbog, zm. 15 lipca 1879 w Merreküll) – niemiecki przyrodnik, zoolog i lekarz.
Brandt studiował medycynę i botanikę na Uniwersytecie Humboldta w Berlinie. W 1828 uzyskał stopień doktora habilitowanego. Jego zainteresowania rozwijały się bardzo szeroko na polu botaniki, zoologii i medycyny, co miało też wyraz w kierunku jego wykładów i artykułów. Pisał o leczniczych i trujących właściwościach roślin, pisał także monografie ssaków. W dziedzinie entomologii Brandt skupiał się na badaniu chrząszczy i należących do wijów dwuparców. 
W 1831 pod wpływem Alexandra von Humboldt'a został mianowany szefem wydziału zoologii Cesarskiej Akademii Nauk w Petersburgu. Brandt naciskał na tworzenie kolekcji zwierząt rodzimych, bowiem wiele gatunków nie było ujętych w zbiorach. Okazy z ekspedycji przywozili między innymi: Nikołaj Przewalski, Alexander von Middendorff, czy Leopold von Schrenck. Brandt opisał szereg gatunków ptaków przywiezionych z ekspedycji na zachodnim wybrzeżu Ameryki Północnej.
Do opisanych przez niego gatunków należą: Kormoran modrogardły, edredon okularowy, czy należący do jeżowatych Paraechinus hypomelas. Brandt opisał także podrząd z rzędu gryzoni - jeżozwierzowce (Hystricomorpha). Nazwisko Brandta zostało upamiętnione w nazwie gatunku nietoperza - nocek Brandta (Myotis brandtii). Był autorem 318 prac naukowych.